# Ankum
Ankum település Németországban, azon belül Alsó-Szászország tartományban. Lakosainak száma 8214 fő (2023. december 31.). Ankum Alfhausen és Bramsche községekkel határos.

## Népesség
A település népességének változása:
| Lakosok száma | 7441 | 7536 | 7562 | 7768 | 8035 | 8214 |
|               | 2016 | 2017 | 2019 | 2021 | 2022 | 2023 |